# Purbayan (Kotagede)
Purbayan is een bestuurslaag in het regentschap Jogjakarta van de provincie Jogjakarta, Indonesië. Purbayan telt 8973 inwoners (volkstelling 2010).